# Гашпуйтис, Витас
Витас Гашпуйтис (лит. Vytas Gašpuitis; 4 марта 1994, Кайшядорис) — литовский футболист, защитник. Выступал за сборную Литвы.

## Клубная карьера
Воспитанник клуба «Шяуляй». В 2012 году выступал за клуб «Вента» (Куршенай) в первой лиге Литвы. С 2013 года начал выступать за основной состав «Шяуляя», дебютный матч в чемпионате Литвы сыграл 12 мая 2013 года против «Жальгириса». Первые голы в чемпионате забил 27 марта 2014 года, отличившись дублем в ворота «Дайнавы». Всего за три сезона сыграл 72 матча и забил 4 гола в высшем дивизионе. Стал финалистом Кубка Литвы 2012/13, но ни одного матча за «Шяуляй» в этой кампании не сыграл.
В 2016 году подписал контракт с литовским клубом «Атлантас», провёл в нём два сезона.
В 2017 году находился на просмотре в «Ростове», но в итоге контракт не подписал. В январе 2018 года был на просмотре в курском «Авангарде».

## Карьера в сборной
Сыграл восемь матчей за молодёжную сборную Литвы в 2014—2016 годах.
В мае 2016 года получил вызов в национальную сборную Литвы перед матчами Кубка Балтии, но на поле не вышел.

## Достижения
- Финалист Кубка Литвы: 2012/13